# 이미지 트레이닝
이미지 트레이닝(image training)은 체육분야 등에서 올바른 기술 따위의 습득을 위하여 머릿속에 그 운동이나 동작을 미리 그려 보는 연습방법이다. 영어권에서는 인지 훈련(cognitive training), 브레인 트레이닝(brain training) 또는 멘탈 트레이닝(mental training)로도 불린다.

## 방법
Clark(1960)은 학습자가 어떠한 기술을 실제로 연습하기 이전에 그 기술에 대한 정신적인 이미지를 형성하고, 머릿속에 그것을 반복해 보는 것이 이미지 트레이닝이라 정의를 내렸다. 또한 이미지 트레이닝이란 심상을 통제하면서 체계적으로 이용하는 방법을 배우는 과정이라고 할 수 있으며, 이미지(image)란 ‘모든감각을 동원하여 마음속으로 어떤 경험을 떠올리거나 새로 만드는 것’이라고 정의할 수 있다. 즉, . 선수로 하여금 최상의 컨디션일 때 여러 상태를 회상해내도록 해서, 그때에 가까운 상태를 다시 실현시키는 훈련법이다.
이는 심혈관 피트니스 훈련, 훈련 프로그램에 맞춰 온라인 게임을 하거나 인지 작업을 완료하는 것, 시각 공간 추론을 필요로 하는 비디오 게임을 하는 것, 춤, 예술 및 음악과 같은 새로운 활동에 참여하는 것과 같은 다양한 방식으로 수행될 수 있다.

## 효과
스포츠와 학교체육 현장에서 운동선수나 학생들의 성공적인 운동수행과 그들이 잠재적 능력을 발휘하도록 동기화시키기 위한 노력은 점차 증가하고 있다. 운동학습을 하는데 있어서 전통적으로 운동기능은 신체로 배우는 것이라는 관념에서, 일부 체육지도자들은 맹목적인 신체 반복연습을 가장 좋은 방법이 생각하는 경향이 있어 왔고, 운동기능을 숙달시키기 위한 방법으로 신체
훈련을 지속적으로 반복하는 것이라고 생각하여 왔다. 즉, 과거에는 연습을 통해서만이 기능 습득이 가능하다고 생각하여 반복적인 신체훈련 만을 강요하였고, 그 신체훈련에 소비한 시간이 많을수록 학습의 효과 역시 크다고 생각하여 왔다. 그러나 최근 신체와 정신이 유기체라는 관점에서 심리적인 면의 중요성이 깊게 인식되어 과학적인 연구가 있어 왔고. 그 효과 또한 검증되고 있다.
모든 스포츠나 운동경기가 집중력 또는 고도의 두뇌활동을 요구한다. 이러한 집중력을 높이기 위한 노력들을 선수나 지도자들이 구체적으로 실질적인 훈련 프로그램으로 극대화시키고 있다. 이러한 집중력과 운동 수행을 극대화하기 위한 방법이 이미지 트레이닝이다. 어색한 동작을 바로잡기 위해서는 몸의 움직임과 균형에 관한 지식을 활용해 중추신경계를 자극하는 이미지 트레이닝을 하는 것이 효과적이다.
예를 들어, 발레에서 실제로 많은 무용수들이 점프와 회전 등 특정한 기술을 반복적으로 머릿속에 그려보는 것만으로 실력이 향상되는 경험을 한다. 그것은 신경계의 엄청난 위력이라고 말할 수 있는데, 테크닉을 소화하는 데 필요한 패턴이나 팔다리 위치 등을 머릿속에 그려보는 것은 그 자체로도 기술 습득에 매우 중요하다. 이를테면 아라베스끄(arabesque)를 할 때 다리를 뒤로 뻗으면서 척추가 서서히 휘어지는 모습을 상상하는 것을 가정해 보자. 그 이미지가 올바른 것이라면 자세가 다소 미숙하더라도 아름다운 실루엣을 연출할 수 있을 것이다.

## 같이 보기
- 환경 강화
- 신경가소성
- 스도쿠
- 논리 퍼즐